# Hanriot HD.8
Hanriot HD.8 là một mẫu thử máy bay tiêm kích của Pháp trong thập niên 1910.

## Tính năng kỹ chiến thuật
Đặc điểm tổng quát
- Kíp lái: 1
- Chiều dài: 6.15 m (20 ft 2 in)
- Sải cánh: 9.60 m (31 ft 6 in)
- Diện tích cánh: 25.00 m2 (269.1 ft2)
- Trọng lượng rỗng: 480 kg (1058 lb)
- Trọng lượng có tải: 690 kg (1521 lb)
- Powerplant: 1 × Le Rhône 9R, 134 kW (180 hp)

Hiệu suất bay
- Vận tốc cực đại: 200 km/h (124 mph)
- Thời gian bay: 2 giờ  0 phút